# Jezioro Pożarowskie
Jezioro Pożarowskie – jezioro w woj. wielkopolskim, w powiecie szamotulskim, w gminie Wronki, leżące na terenie Kotliny Gorzowskiej.

## Dane morfometryczne
Powierzchnia zwierciadła wody według różnych źródeł wynosi od 21,0 ha przez 21,17 ha(lustra wody) do 24,99 ha (ogólna).
Zwierciadło wody położone jest na wysokości 45,1 m n.p.m. lub 44,9 m n.p.m. Średnia głębokość jeziora wynosi 5,7 m, natomiast głębokość maksymalna 8,7 m.

## Hydronimia
Według urzędowego spisu opracowanego przez Komisję Nazw Miejscowości i Obiektów Fizjograficznych (KNMiOF) nazwa tego jeziora to Jezioro Pożarowskie.